# Kastrat
Kastrat je pevec, skopljen pred nastopom mutacije. Imeli so ženski glasovni obseg in posebno barvo glasu. 

## Zgodovina
Od 16. do 18. stoletja so kastrati izvajali ženske parte v cerkveni glasbi in operah, od 19. stoletja dalje pa vloge pojejo izključno ženske.
Eden najbolj znanih kastratov je bil Italijan Farinelli, kakor tudi Melani.